# Tonnys

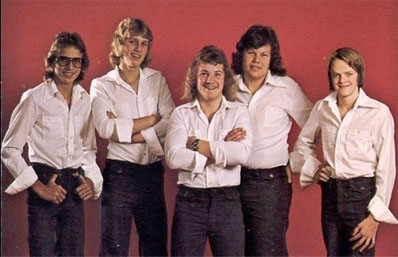
Tonnys 1975.

Tonnys var ett svenskt dansband från Kinna och Örby. Orkestern var aktiv 1971-2000.

## Historik
Tonnys grundades 1971 under namnet Blixt, dunder och brak då Tony Andreasson och Mikael Svensson började spela tillsammans. Snart anslöt sig Sten Andreasson som batterist och under en kort tid medverkade även Jan Andersson på orgel och Iréne Pettersson som sångerska. 1974 provspelade Magnus Krokström som gitarrist men man valde slutligen Roy Georgsson. I samband med detta bytte man namn till Tonnys.
1977 slutade Bengt-Arne Johansson ersattes av Conny Börjesson. Dessutom tillkom Ulf Georgsson som batterist och under ett drygt år hade orkestern två trumslagare. 1978 slutade Sten Andreasson och Ulf Georgsson varvid Tony Andreasson började spela trummor och Roy Georgsson bas. När Börjesson därefter slutade beslöt sig de återstående orkestermedlemmarna för att byta namn till Dustbin lid under vilket namn man skulle framföra eget material. Musiken blev emellertid mer popbetonad än avsett och man valde då att byta namn till det mer populärt klingande Splittz.
1979 fick så Splittz göra en demoinspelning i Country Farm Studios i Båstad. Polar Music blev intresserade och beställde ytterligare en demoinspelning, men förlaget valde att inte fortsätta samarbetet. Istället fick Splittz göra en kassett med coverversioner på musik från 1950- och 60-talen för förlaget Paradise Music. 
1983 sökte dansbandet Bhonus nya medlemmar och man diskuterade en sammanslagning av Splittz och Bhonus. Sammanslagningen genomfördes emellertid aldrig.
Mellan 1984 och 1989 var medlemmarna heltidsmusiker och man spelade uteslutande dansbandsmusik, återigen under namnet Tonnys. Under den här tiden medverkade man bl.a. i Radio Sjuhärads uppesittarkväll och rimstuga tillsammans med Lasse Brandeby) och Jarl Borssén. Dessutom arbetade man som studiomusiker åt bl.a. Håkan Tollesson och på Lalla Hanssons singel Gå sin egen väg. Tillsammans med Hansson turnerade man 1986 under namnet Lalla Hansson United Band. En skivinspelning med Tomas Ledin som producent kom aldrig att färdigställas.
Eftersom Tonnys fortfarande var en trio begränsade detta bokningsmöjligheterna. Efter att bandet annonserat efter musiker anslöt sig Joakim Andersen. Andersen kom med många idéer för att utveckla orkestern, bl.a. målades hela instrumentuppsättningen och orkesterutrustningen gul. Med melodin Ännu en vacker dag av Michael Saxell deltog man som utmanare på svensktoppen 1993. Man kom inte med, men bandet blev efterfrågat och man turnerade i landet under namnet Tonnys - Den gula orkestern. 
Såväl 1993 som 1994 medverkade man vid Fryksdalsdansen samt, tillsammans med 99 andra dansband, satte världsrekord i Världens största non-stopdans vilket noterades i Guiness rekordbok.
1994 slutade Andersen och ersattes av Jan Augustson. 1995 ersattes Svensson av Niclas Eriksson i syfte att ta ett sabbatsår. Orkestern bytte återigen namn, nu till Gula orkestern. Eriksson och Augustson fortsatte till 1997 då de slutade och ersattes av Jan Olsson och Christian Setterborg.
År 2000 upphörde Tonnys med sin verksamhet.

## Ursprungsmedlemmar
- Elgitarr, sång: Roy Georgsson
- Kompgitarr, sång: Bengt-Arne Johansson
- Trummor: Sten Andreasson
- Elbas, sång: Tony Andreasson
- Elorgel, synthesizer och sång: Mikael Svensson

## Diskografi
- Västkustsallad, samlingsskiva, medverkade under orkesternamnet Tonnys (1976)
- Love and Affection, vinylsingel Splittz  (1981)
- Hits from the 50's & 60's, Coverkassett Splittz  (1981)
- Gå sin egen väg, vinylsingel, medverkar som studiomusiker åt Lalla Hansson (1986)
- Ännu en vacker dag, cd-singel Tonnys - den gula orkestern  (1993)
- Du e' min baby, cd-singel Tonnys - den gula orkestern   (1994)
- Jag vill ha dig för alltid cd-singel Gula orkestern (1996)